# Air Fortress
Air Fortress (яп. 空中要塞) — видеоигра в жанрах shoot ’em up и платформер, разработанная и выпущенная японской компанией HAL в 1987 году для японского рынка и в 1989 году для североамериканского и европейского рынков эксклюзивно для игровой приставки NES. Продолжений не имеет и на других системах не переиздавалась.

## Игровой процесс

Игровой процесс снаружи крепости

Игровой процесс Air Fortress разделён на две части, одна половина игры игры представляет собой типичный двухмерный шутер с боковым скроллингом, в стиле игр Gradius и R-Type, другая половина — своего рода платформер. Каждый уровень игры начинается с шутер-половины — и заканчивается платформером. Всего же игра состоит из 8 таких уровней.
В первой половине игрок управляет космическим кораблём Хэла Бэйлмана, подлетающем к очередной крепости. Хэл отстреливается от многочисленных врагов и собирает специальные бонусные предметы, часть из которых пригодятся в платформерной части. Во второй половине Хэл находится внутри одной из крепостей и должен уничтожить основной реактор корабля неприятеля. Вот тут-то и пригодятся собранные в первой половине уровня предметы: от количества собранных символов с буквой E зависит, сколько времени будет отведено на поиски и уничтожение реактора, а от символов с буквой B — сколько у Хэла будет зарядов особо сильного оружия.
Внутри крепости Хэл может ходить пешком или парить в воздухе с помощью реактивного ранца. И если космический корабль Хэла уничтожается с одного попадания или столкновения с врагом, то вне его здоровье Хэла фактически не ограничено. Однако, при столкновении с врагом или с вражеским выстрелом уменьшается драгоценное время, отведённое на прохождение уровня.

Игровой процесс внутри крепости

## Сюжет
На планете Фэрмел (англ. Farmel) долгие годы царил мир. Люди Фэрмела вошли в эпоху космических перелётов и с помощью звездолётов марки «Lightship» исследовали прилегающие галлактики. Но многолетний мир был разрушен, с появлением необычайно гигантских космических кораблей злобных инопланетят, занимающихся уничтожением мирных цивилизаций. Федерация галактического правительства послала весь космический флот, чтобы остановить эти летающие крепости, однако, все корабли Фэрмелийцев были повержены врагом. Теперь у федерации остался последний шанс одолеть врага — специально подготовленный пилот по имени Хэл Бэйлман (англ. Hal Bailman, идентификационный номер 82592), оснащённый новейшим оружием и бронёй. Именно ему предстоит в одиночку проникнуть на все летающие крепости и уничтожить их изнутри.

## Критика
В целом Air Fortress получила не особо высокие оценки, в частности, журнал Nintendo Power в сентябрьском номере 1989 года поставил игре всего 3,5 балла по пятибалльной шкале. На популярном интернет-портале GameFAQs игра получила оценки 7,2/10 по мнению рецензентов и 6,9/10 по мнению посетителей сайта, а на информационном сайте Allgame — оценку 2,5 звёздочки из 5.

### Рецензии
- На англоязычном веб-сайте Game Freaks 365 игре была поставлена оценка 5,7/10, в том числе: 4,5/10 за геймплей и фактор повторного прохождения (англ. Replay Value), 5/10 за графическое оформление, 6/10 за креативность концепта и высокие 9/10 за музыку и звук. По мнению сайта, смесь жанров оказалась очень неплохой идеей, однако, однообразность уровней и слишком высокая сложность платформерной части игры не позволяет насладиться ею в полной мере. Кроме того, отсутствие выбора оружия также было названо большим минусом Air Fortress[6].
- Другой англоязычный сайт, посвящённый видеоиграм — Video Game Critic, поставил игре оценку C- (по шкале от F- до A+). По мнению рецензента игра хоть и не может конкурировать с такими звёздами жанра, как Gradius или Life Force, однако, является довольно неплохой за счёт хорошей музыки и наличия системы паролей[7].
- Специализирующийся на классических видеоиграх веб-сайт Flying Omelette оценил Air Fortress в 4 балла из 10, из которых 3/10 были поставлены за звук и музыку, 4/10 за графику и геймплей и по 6,5 за управление и сложность. В минус игре была поставлена бледная и плохо детализированная графика в платформерной половине игры, раздражающий звук и однообразная музыка, чрезмерная сложность последних уровней и общее однообразие игры[8].

## Создатели
Air Fortress стала самой первой игрой, разработанной и выпущенной компанией HAL Laboratory для игровой системы NES. До этого компания занималась выпуском видеоигр для компьютеров MSX, Apple II и NEC PC-8801, например: Eggerland Mystery, Eggerland Mystery 2 и Rollerball. Кроме того, в 1986-87 годах компанией были выпущены для Family Computer Disk System игры Gall Force: Eternal Story и Eggerland.
Основным дизайнером и директором игры является Хироаки Суга (англ. Hiroaki Suga), участвовавший в создании множества игр серии Kirby, а также игр Rollerball, Eggerland Mystery и Eggerland: Meikyuu no Fukkatsu, New Ghostbusters II и Arcana. Создатель музыкального оформления Air Fortress — Хидеки Каназаши (англ. Hideki Kanazashi), написал также музыку к играм Rollerball, Othello и Eggerland: Meikyuu no Fukkatsu.